# SRWare Iron
Ne doit pas être confondu avec Orion (navigateur du moteur de recherche Kagi).
 (mars 2016).
SRWare Iron, ou plus simplement Iron, est un navigateur web gratuit dérivé de Chromium, qui cherche à se distinguer de celui-ci par une meilleure protection des données privées et le retrait des moyens de surveillance ajoutés par Google sur son logiciel. Iron est développé par l’entreprise allemande SRWare, et se base sur le moteur de rendu Blink.

## Développement
Iron a été publié la première fois le 18 septembre 2008, soit seize jours après la première version de Chrome.
Le calendrier de mises à jour s’inspire le plus souvent de celui de Chrome.

## Différences avec Chrome
Iron fournit des fonctionnalités supplémentaires par rapport à Chrome, mais en même temps n'intègre pas certaines fonctions jugées intrusives.
Le navigateur met en œuvre, par exemple, la dernière version du moteur de rendu Blink et contient une gestion intégrée de blocage de pub (à la façon d'un logiciel antipub). En effet, une hypothèse répandue est que le blocage des publicités sur Chrome ne peut pas fonctionner correctement car la publicité en ligne est la principale source de revenus de Google qui est, par conséquent, opposé à ce blocage.
Iron ne possède pas d'identifiant unique par lequel un utilisateur peut être identifié et ne stocke pas sous forme d'horodatage quand le navigateur a été installé ni depuis quelle origine. Contrairement à Chrome, Iron ne dispose pas de fonctionnalité de suggestion automatique et n'affiche pas de page de résultats de recherche Google en cas d'erreur. D'autres fonctionnalités ne sont pas incluses comme le vérificateur de mises à jour Google qui se lance à chaque démarrage du système d'exploitation de l'ordinateur sur lequel il est installé.
La mise à jour de Iron est manuelle et suit de près l'évolution de Chrome. Lorsque Google sort une nouvelle version (n), Iron sort sa version (n-1) dans les 3 jours, en 32 ou 64 bits.